# Zacharias Hestius

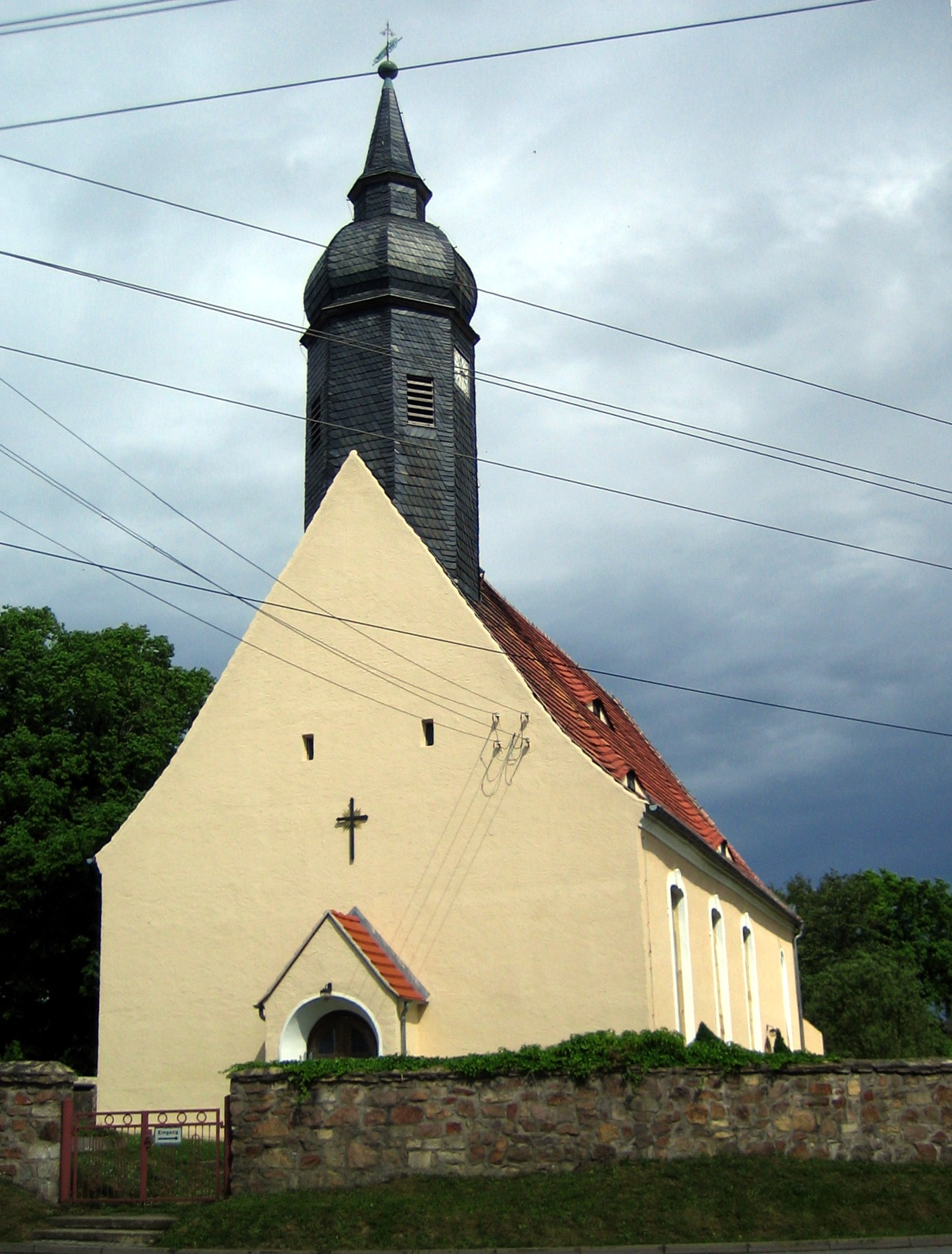
Unkersdorfer Kirche

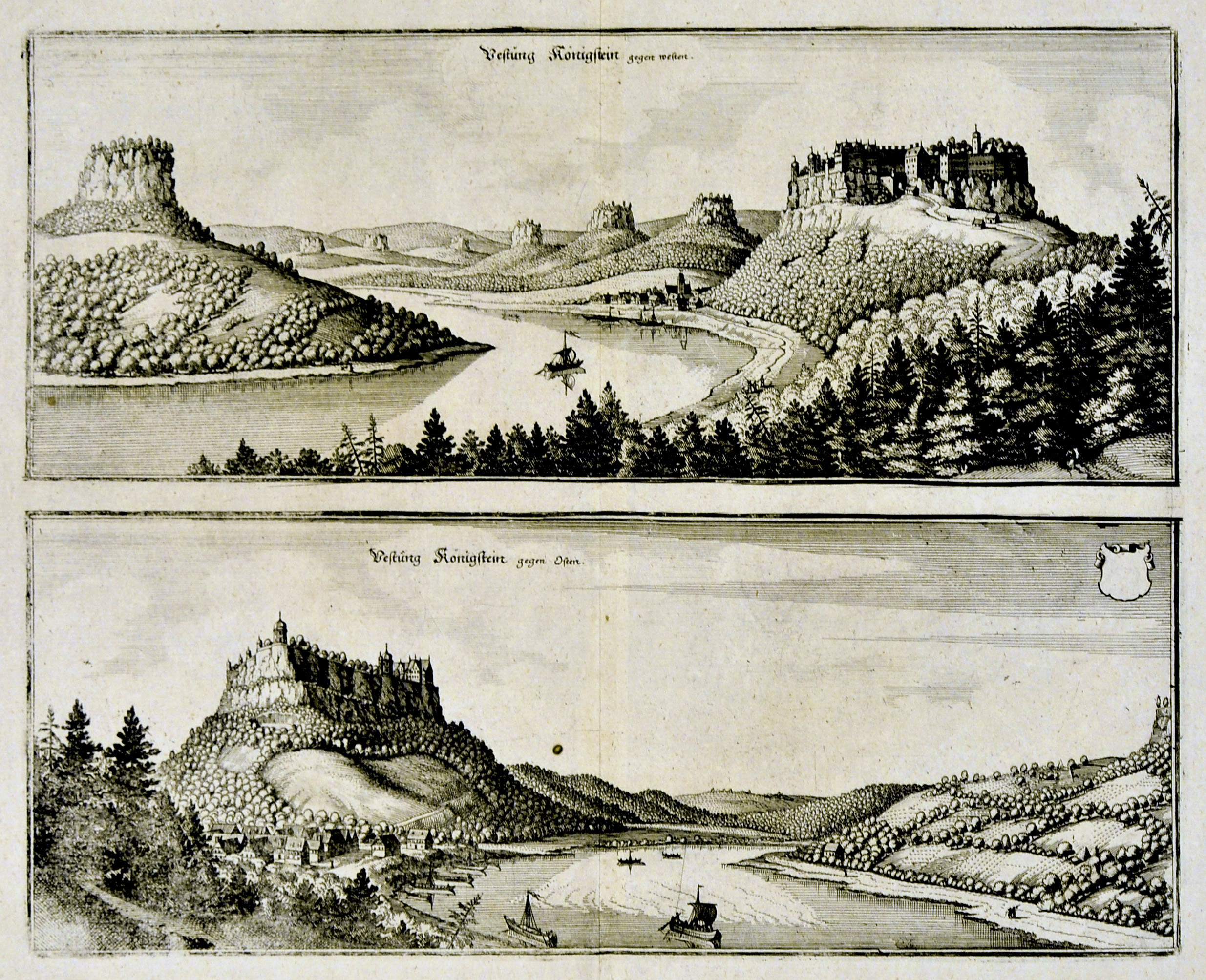
Königstein um 1650 Kupferstich Foto H.-P.Haack

Zacharias Hestius (* 8. Oktober 1590 in Unkersdorf; † 25. Mai 1669 oder 1. Juni 1669 in Königstein) war ein deutscher lutherischer Pfarrer, Kantor und Vizekapellmeister der Dresdner Hofkapelle.

## Leben
Sein Vater, Johann Hestius d. J. (1554–1632), lutherischer Prediger in Unkersdorf ab 1582, wurde 1598 als Pfarrer an die Dreikönigskirche Dresden berufen. Die Mutter war Sara geb. Sittig, war Tochter eines Forstbediensteten in Moritzburg.
Nach einigen Jahren als Kapellknabe in Dresden in der Hofkapelle wurde er 1607 in Schulpforta aufgenommen. 1611 ging er an die Leucorea nach Wittenberg oder nach anderer Quelle an die Universität Leipzig mit einem Stipendium des Kurfürsten Johann Georg I. von Sachsen und erwarb auch Einnahmen aus dichterischer Tätigkeit. 1615 kam er als Kantor nach Luckau in der Niederlausitz, 1616–1624 war er Lehrer und Kantor an der Fürstenschule Meißen. 1624 berief man ihn zunächst als Tenorist und dann ab 1624 oder 1632 als Vizekapellmeister der Dresdner Hofkapelle unter Heinrich Schütz. Während des Dreißigjährigen Krieges litt er existenzielle Not. Davon zeugt sein Bittschreiben von 1634 um Brot und Wein. 1641 wirkte er als Pastor in Königstein, die letzten 19 Jahre mit Hilfe seines Schwiegersohnes Joh. Werner.

## Familie
- Bruder: Johann, Notar und Proviantverwalter
- Schwester: Maria, verh. mit Christoph Buläus, Pfarrer in Kötzschenbroda. Vater von Christophorus Bulaeus
- Schwester: Anna Maria, 1622 verh. mit Augustin Prescher, Pfarrer zu Obergruna, Freiberg, später in Kötzschenbroda

- 1. Ehe mit Concordia geb. Potitscher, Tochter des Stadtschreibers zu Meißen, 1616 verh., 5 Kinder
- 2. Ehe mit Magdalena geb. Reinhard, Tochter des Superintendenten in Pirna

Kinder aus der 2. Ehe:
- Maria Magdalena, verh. Werner
- Dan. Gottfried, Jurist, bis 1660 an der Fürstenschule Meißen
- Catharina Elisabeth, verh. an Dan. Kirchner, Schösser in Belzig
- Christina Margaretha, verh. an Joh. Ernst Cadner, Senator in Pirna
- Anna Maria, geb. 1617, verh. an Gabriel Hain, Papierhändler und -müller in Königstein/Biela